# David Williamson
David Keith Williamson (19 de fevereiro de 1942) é um dramaturgo australiano.